# Szymon Pawłowski
Szymon Pawłowski, né le 4 novembre 1986 à Połczyn-Zdrój, est un footballeur polonais. Il occupe actuellement le poste d'attaquant au Bruk-Bet Termalica Nieciecza, pensionnaire de première division polonaise, prêté par le Lech Poznań.

## Biographie
Szymon Pawłowski commence le football au Pomorzanin Sławoborze, puis au MSP Szamotuły. En 2004, il rejoint le Mieszko Gniezno, club de troisième division polonaise. En janvier 2007, il signe au Zagłębie Lubin, pensionnaire de première division.
Le 15 décembre 2007, il fait sa première apparition avec l'équipe nationale, face à la Bosnie-Herzégovine. À ce jour, il compte quatre sélections avec la Pologne.

## Palmarès
- Champion de Pologne : 2007
- Vainqueur de la Supercoupe de Pologne : 2007